# Fosmid
Fosmide sind eine Klasse von genetischen Vektoren, also Elemente, in die ein DNA-Abschnitt von Interesse hineinkloniert und dann in Bakterien eingebracht werden kann. Fosmide sind dabei den Cosmiden ähnlich, leiten sich aber im Gegensatz zu diesen von dem bakteriellen F-Plasmid ab. Im Vergleich zu den meisten Plasmiden können Fosmide meist deutlich längere DNA-Stränge, gewöhnlich bis zu 45–50 Kilobasenpaare aufnehmen. Auf Grund ihrer Größe liegt dabei pro bakterieller Zelle normalerweise nur eine Kopie des Fosmids vor. Fosmide eignen sich daher zwar besser zur Anlage einer Genbibliothek, aber schlechter für eine Vermehrung der inserierten DNA. In der Praxis sind Fosmide seit der Einführung der Bacterial Artificial Chromosomes (BAC) selten geworden.